# Да обичаш на инат
„Да обичаш на инат“ е български игрален филм (драма) от 1986 година на режисьора Николай Волев, по сценарий на Николай Волев. Сценарият е написан по мотиви от романа „Да се любим на инат“ на Чавдар Шинов. Оператор е Красимир Костов. Музиката във филма е композирана от Иван Стайков. Действието се развива в 128-мо училище в кв. Младост 2 в София.

## Сюжет
Внимание:  Текстът по-долу разкрива сюжета на произведението (или части от него)!
Радо Пешев (Велко Кънев) е шофьор в „Булгарплод“ съпруг и баща. 
Контрольорката Стефчето (Леда Тасева) е отворила ниша в сектора на предприятието и взима комисион, почерпки и ласки от шофьорите, като си затваря очите между кантара и пътния лист.
Докато играе вкъщи Пламен (Иван Велков), синът на Радо намира пачка с пари в една кутия в раклата и се разстройва представяйки си, че баща му е нечестен човек. 
Когато Радо се опитва да обясни на сина си и не успява, Радо решава да излезе от схемата не предполагайки, че ще си навлече белята. 
Гневна от орязания комисион, Стефчето първо се опитва да убеди Радо да продължи по схемата, но когато той не се поддава на манипулациите и тя започва да се заяжда с него по протокол, а когато и това не свършва работа, Стефчето наговаря колегите му да пребият Радо.
Междувременно при репетиция за училищна манифестация по случай 24 май, учителят по музика Стефанов, който ръководи училищния оркестър, запява фалшиво, което предизвиква всеобщ смях. 
Потърпевш от това излиза Пламен, който е повикан на сцената, за да обясни пред всички защо се смее, заявява че „другарят Стефанов пее фалшиво“. 
Радо е повикан в училището, защото синът му отказва да се извини на своя учител, а Радо от своя страна като родител го подкрепя Пламен, като казва, че щом синът му казва истината няма за какво да се извинява.
Вместо да се извини, Пламен решава да избяга от вкъщи. 
Все пак милицията успява да го открие и да го върне обратно, но той отказва да разговаря с баща си. 
Във финалната сцена Радо се качва на камиона и го насочва към склада, където работи. 
В последния момент Пламен успява да се качи в багажника и става свидетел на умишлената катастрофа, която баща му предизвиква, блъскайки се в контролния павилион на Стефчето, който става своеобразна проекция на Злото в съзнанието на героя.

## Състав

### Актьорски състав
| Изпълнител                                            | Роля                                    |
| ----------------------------------------------------- | --------------------------------------- |
| Велко Кънев                                           | Радо Пешев                              |
| Иван Велков                                           | Пламен                                  |
| Леда Тасева                                           | Стефчето, контрольорката в „Булгарплод“ |
| Мария Статулова                                       | Пешева                                  |
| Йордан Спиров                                         | Директорът на училището                 |
| Юлия Кожинкова                                        | Вълчева, класна на Пламен               |
| Георги Димитров                                       |                                         |
| Сава Георгиев                                         |                                         |
| Стефан Бобадов                                        |                                         |
| Кина Мутафова                                         |                                         |
| Лидия Гяурова                                         |                                         |
| Крикор Хугасян                                        | Магазинер                               |
| Продан Проданов                                       | Другарят Стефанов - учителя по музика   |
| Атанасис Илиас                                        | Учителят по физическо Първанов          |
| Боян Милушев                                          | Колега на Радо                          |
| Христо Бояджиев                                       |                                         |
| Лазар Лазаров                                         |                                         |
| Венелин Венев                                         |                                         |
| Лука Бистриков                                        |                                         |
| Георги Варадинов                                      |                                         |
| Йордан Николов                                        |                                         |
| Учениците:                                            |                                         |
| Стоян Иванов                                          |                                         |
| Мариела Попова                                        |                                         |
| Андрей Митев                                          |                                         |
| Юлия Мерджанова                                       |                                         |
| Ивона Петрова                                         |                                         |
| Оля Петрова                                           |                                         |
| Гергана Стоянова (не е посочена в надписите на филма) |                                         |

### Творчески и технически екип
| Сценарий и режисура  | Николай Волев                                                                                        |
| Оператор             | Красимир Костов                                                                                      |
| Редактор             | Мая Даскалова                                                                                        |
| Художник             | Костадин Русаков                                                                                     |
| Костюми              | Елена Демякова                                                                                       |
| Звук                 | Методи Щерев                                                                                         |
| Монтаж               | Евгения Тасева                                                                                       |
| Музика               | Иван Стайков                                                                                         |
| Втори режисьор       | Илка Вълчева                                                                                         |
| Втори оператор       | Пламен Гелинов                                                                                       |
| Асистент-режисьори   | Елена Александрова Венелин Пройков Мария Стефанова                                                   |
| Асистент-оператори   | Христо Александров Александър Павлов Михаил Михайлов Стефан Кирилов                                  |
| Асистенти по монтажа | Клавдия Камбурова София Борнарска                                                                    |
| Асистенти по звука   | Димитър Атанасов Цветан Кадийски                                                                     |
| Грим                 | Веселин Пейчев                                                                                       |
| Фотограф             | Емил Хвърлев                                                                                         |
| Осветление           | Костадин Костадинов                                                                                  |
| Втори художник       | Красимир Пашкулев                                                                                    |
| Декор                | Димитър Балев                                                                                        |
| Реквизит             | Дора Бистрикова                                                                                      |
| Гардероб             | Свилена Виденова                                                                                     |
| Кран                 | Георги Гогов                                                                                         |
| Консултанти          | Ивайло Билярски Добри Левичаров Стоян Янков Петър Маринов Спас Янков                                 |
| Каскадьори           | Владимир Илиев Йордан Захариев Иван Георев                                                           |
| Организатори         | Димитър Петров Ангелина Бунчукова Захари Паунов Анатоли Кузманов                                     |
| Директор             | Иван Ташев                                                                                           |
| Distributed by       | Българска кинематография Студия за игрални филми „Бояна“ Първи творчески колектив /Copyright © 1985/ |

## Награди
- Специалната награда, Награда за операторска работа, Награда на кинокритиката и Награда на зрителите, Варна, 1986
- Награда за режисура и Награда за мъжка роля на СБФД, 1986
- Специална награда на журито и награда „Дон Кихот“ на Международната федерация на киноклубовете на ХХV кинофестивал в (Карлови Вари, Чехословакия, 1986)